# Фюрстенберг, Фридрих Эгон фон
Фридрих Эгон фон Фюрстенберг (чеш. Bedřich Egon z Fürstenberka, нем. Friedrich Egon von Fürstenberg; 8 октября 1813, Вена, Австрийская империя — 20 августа 1892, Гуквальды, Австро-Венгрия) — австро-венгерский кардинал. Архиепископ Оломоуца с 6 июня 1853 по 20 августа 1892. Кардинал-священник с 12 мая 1879, с титулом церкви Сан-Кризогоно с 27 февраля 1880.

## Биография
Фридрих Эгон фон Фюрстенберг родился в Вене, Австрийская империя, 8 октября 1813 года. Он имел титул ландграфа; его родителями были ландграф Фридрих Карл цу Фюрстенберг-Вейтра (1774—1856) и принцесса Мария Терезия цу Шварценберг (1780—1870). Фридрих Эгон фон был двоюродным братом кардинала Фридриха принца цу Шварценберга (1809—1885).